# Kluki (Ukraina)
Kluki (ukr. Клюки, Kluky) – wieś na Ukrainie, w obwodzie rówieńskim, w rejonie dubieńskim, w hromadzie Tarakanów. W 2001 liczyła 121 mieszkańców.
W okresie międzywojennym wieś znajdowały się w granicach II RP, wchodząc w skład gminy Werba w powiecie dubieńskim, w województwie wołyńskim.